# Idionyx victor
Idionyx victor är en trollsländeart som beskrevs av Hämäläinen 1991. Idionyx victor ingår i släktet Idionyx och familjen skimmertrollsländor. Inga underarter finns listade i Catalogue of Life.

## Bildgalleri

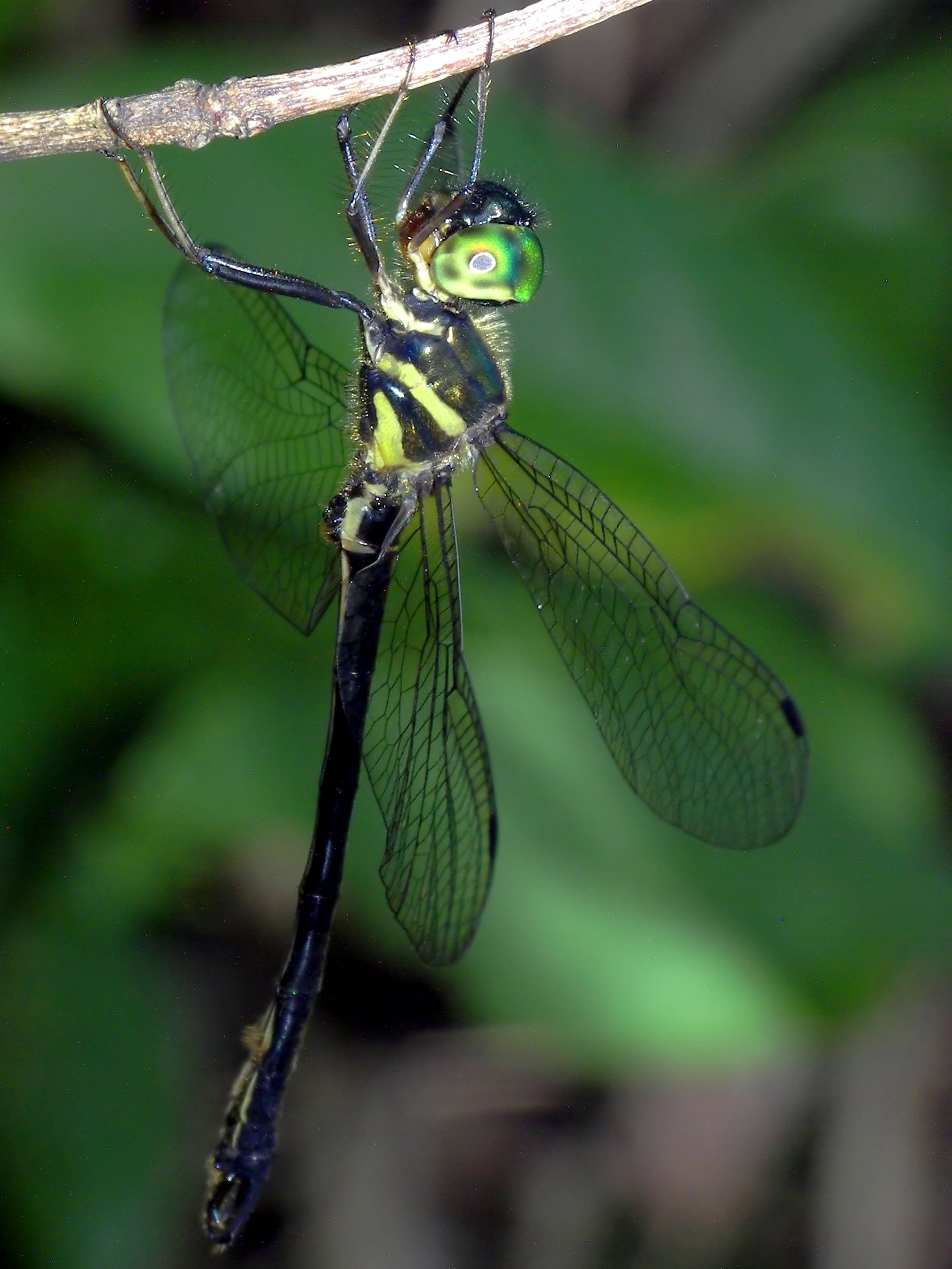